# Поповка (Богдановицький міський округ)
Попо́вка (рос. Поповка) — присілок у складі Богдановицького міського округу Свердловської області.
Населення — 11 осіб (2010, 5 у 2002).
Національний склад станом на 2002 рік: росіяни — 80 %.